# Državni zbor Madžarske
Državni zbor (madžarsko Országgyűlés) je parlament Madžarske. Enodomno telo sestavlja 199 (med letoma 1990 in 2014 386) poslancev, izvoljenih za dobo štirih let. Volitve potekajo po polproporcionalnem predstavništvu: mešano poslansko večinsko predstavništvo z delno kompenzacijo s prenosnimi glasovi in mešano enotno glasovanje; vključuje enomandatne okraje in glasovanje z eno listo; stranke morajo s svojo listo preseči 5 odstoten parlamentarni prag. Parlament vključuje 25 stalnih komisij za razpravo in poročanje o vloženih zakonih ter za nadzor dejavnosti ministrov. Ustavno sodišče Madžarske ima pravico izpodbijati zakonodajo na podlagi ustavnosti.
Pod komunistično oblastjo je Državni zbor obstajal kot vrhovni organ državne oblasti in s tem edina veja oblasti na Madžarskem, po načelu enotnosti oblasti pa so mu bili podrejeni vsi državni organi. Od leta 1902 se skupščina sestaja v stavbi madžarskega parlamenta v Budimpešti.